# Псевдонім «Джентльмен»
Псевдонім джентльмен (англ. Alias a Gentleman) — американська мелодрама режисера Гаррі Бомонта 1948 року.

## Сюжет
Старий колишній ув'язнений намагається зупинити свою дочку від участі в злочині.

## У ролях
- Воллес Бірі — Джим Брідін
- Том Дрейк — Джонні Лорген
- Дороті Патрік — Елейн Картер
- Гледіс Джордж — Медж Парксон
- Леон Еймс — Метт Енлі
- Ворнер Андерсон — капітан Чарлі Лопен
- Шелдон Леонард — Гаррі Білер
- Тревор Бардетт — Джиг Джонсон
- Джефф Корі — Зу